# Aloe lettyae
Aloe lettyae ist eine Pflanzenart der Gattung der Aloen in der Unterfamilie der Affodillgewächse (Asphodeloideae). Das Artepitheton lettyae ehrt die Pflanzenmalerin Cythna Lindenberg Letty (1895–1985).

## Beschreibung

### Vegetative Merkmale
Aloe lettyae wächst stammlos und einfach. Die etwa 20 lanzettlich verschmälerten Laubblätter bilden eine dichte Rosette. Die trübgrüne Blattspreite ist bis zu 45 Zentimeter lang und 9 Zentimeter breit. Sie ist mit vielen verlängerten trübweißen Flecken besetzt. Auf der Blattunterseite sind die Flecken undeutlicher sowie größer und bilden Querbänder. Die bräunlichen Zähne am Blattrand sind 3 bis 4 Millimeter lang und stehen 10 bis 15 Millimeter voneinander entfernt.

### Blütenstände und Blüten
Der Blütenstand weist acht bis zwölf Zweige auf erreicht eine Länge von 175 bis 200 Zentimeter. Die unteren Zweige sind nochmals verzweigt. Die lockeren, zylindrischen, leicht spitz zulaufenden Trauben sind 20 bis 25 Zentimeter lang und 8 bis 9 Zentimeter breit. Die deltoid spitz zulaufenden Brakteen weisen eine Länge von 12 bis 15 Millimeter auf. Die rosaroten Blüten stehen an 12 bis 15 Millimeter langen Blütenstielen. Sie sind 38 bis 42 Millimeter lang und an ihrer Basis gerundet. Auf Höhe des Fruchtknotens weisen die Blüten einen Durchmesser von 10 bis 11 Millimeter auf. Darüber sind sie abrupt auf 6 Millimeter verengt und schließlich zu Mündung erweitert. Ihre äußeren Perigonblätter sind auf einer Länge von 10 Millimetern nicht miteinander verwachsen. Die Staubblätter und der Griffel ragen kaum aus der Blüte heraus.

### Genetik
Die Chromosomenzahl beträgt {\displaystyle 2n=14}.

## Systematik und Verbreitung
Aloe lettyae ist in der südafrikanischen Provinz Limpopo in einem Gebiet östlich von Polokwane in hohem Gras oder zwischen Büschen an Hängen in Höhen von etwa 1000 Metern verbreitet.
Die Erstbeschreibung durch Gilbert Westacott Reynolds wurde 1937 veröffentlicht.

## Nachweise